# Werner Zirngibl
Werner Zirngibl (Monaco di Baviera, 4 settembre 1956) è un ex tennista tedesco.

## Carriera
In carriera ha vinto un titolo nel singolare, il Brussels Outdoor nel 1978, battendo Ricardo Cano per 1-6, 6-3, 6-4, 6-3.
In Coppa Davis ha giocato una sola partita, ottenendo nell'occasione una vittoria.

## Statistiche

### Singolare

#### Vittorie (1)
| Numero | Anno           | Torneo                      | Superficie  | Avversario in finale | Punteggio          |
| 1.     | 18 giugno 1978 | Brussels Outdoor, Bruxelles | Terra rossa | Ricardo Cano         | 1-6, 6-3, 6-4, 6-3 |